# 百度专利搜索
百度专利搜索是一个中文的在线专利搜索，推出于2008年1月1日。该技术的推出是中国专利信息中心、中华人民共和国国家知识产权局和百度公司合作的结果。 专利数据库内收录了超过270万的中国专利。